# Adame Ba Konaré
Pour les articles homonymes, voir Konaré et Ba (nom de famille).
Adam Ba Konaré est une écrivaine et professeure d’histoire malienne née le 1er mai 1947 à Ségou. 

## Biographie
Adam Ba Konaré, dont les parents sont  Mamadou Ba et Kadiatou Thiam, est née le 1er mai 1947 à Ségou. Titulaire d'un doctorat en histoire de l'université de Varsovie (Pologne), elle enseigne à l'École normale supérieure de Bamako (ENSup) entre 1976 et 1992.
Adam Ba Konaré est l'initiatrice de la création du musée de la Femme Muso Kunda à Bamako et en assure la présidence.
Adam Ba Konaré réagit en septembre 2007 au discours de Dakar, tenu par le président français Nicolas Sarkozy le 26 juillet à Dakar, en lançant un appel à ses collègues historiens africains, pour un travail commun sur la production d’un recueil de textes scientifiques historiques sur l'Afrique et l'histoire africaine. Le résultat est publié dans un recueil d'essais intitulé Petit précis de remise à niveau sur l'histoire africaine à l'usage du président Sarkozy.

## Vie privée
Elle est la mère de l'écrivain Birama Konaré et l’épouse de Alpha Oumar Konaré, président du Mali de 1992 à 2002 est son mari. Elle est aussi la tante de Rokhya Sidibé, fille d'Issaka Sidibé et femme de Karim Keïta.

## Œuvres
- 1977 : Sonni Ali Ber (Études nigériennes no 40)
- 1983 : Sunjata, fondateur de l’empire du Mali (Nouvelles Éditions africaines)
- 1983 : Grandes dates du Mali en collaboration avec Alpha Oumar Konaré (EDIM)
- 1987 : L’Épopée de Ségou (Éditions Pierre Marcel Favre)
- 1993 : Dictionnaire des femmes célèbres du Mali (Jamana)
- 1993 : Ces mots que je partage : Discours d’une Première Dame d’Afrique (Jamana)
- 2000 : L’Os de la parole : Cosmologie du pouvoir (Présence Africaine)
- 2001 : Parfums du Mali : Dans le sillage du wusulan (Cauris)
- 2006 : Quand l’ail se frotte à l’encens (Présence africaine)
- 2008 : Petit précis de remise à niveau sur l'histoire africaine à l'usage du président Sarkozy, Editions La Découverte, 16 octobre 2008, 347 p., Broché (ISBN 978-2-7071-5637-2). Également publié en Algérie par les éditions Barzakh, au Mali par les éditions Jamana et au Sénégal par les éditions Papyrus Afrique[6].
- 2018 : Le griot m'a raconté... Ferdinand Duranton, le prince Français du Khasso (1797-1838) (Présence Africaine).